# Nobatia

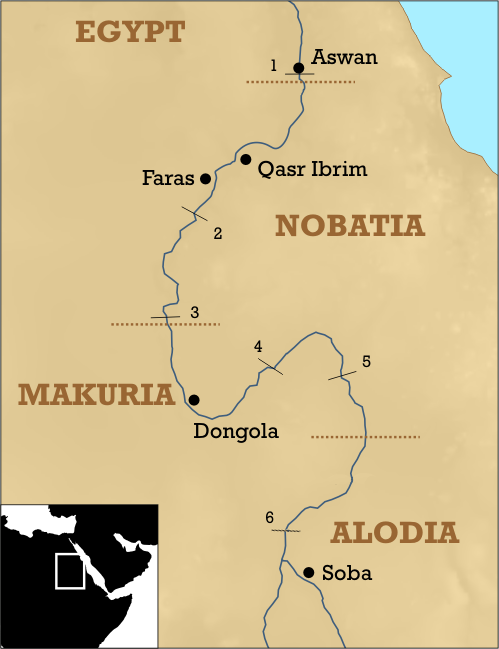
Nubien im Mittelalter

Nobatia, auch Nobadia, Nobatien oder Nobadien, war ein spätantikes Reich der namensgebenden Nobaden (Nobatae), die seit dem 4. Jahrhundert n. Chr. in Unternubien im heutigen Norden des Sudan belegt sind.
Die Nobaden traten unter ihrem Namen bei antiken Autoren und in eigenen Inschriften (z. B. die des Silko) auf. Diese Inschriften sind meist in Griechisch, aber auch in Koptisch abgefasst. Aus diesen Texten erfährt man, dass die Nobaden in einem ewigen Kampf mit den Blemmyern verwickelt waren. Ihre Hauptstadt war Faras. Es sind die Namen einiger Könige bekannt, die sich zunächst wohl in der Tradition des meroitischen Reiches sahen.
Archäologisch sind die Nobaden mit der sog. Ballana-Kultur, die auch als X-Gruppe bezeichnet wird, identisch. Diese Kultur zeigt eine Mischung mediterraner und meroitischer Elemente. Auffallend sind vor allem die reichen Bestattungen (Ballana, Qustul) unter Grabhügeln, in denen wohl auch Tier- und Menschenopfer dargebracht worden sind.
Ab der Mitte des 6. Jahrhunderts trat die Bevölkerung von Nobatia in größerer Zahl zum Christentum über. Ende des Jahrhunderts wurde die Region vom südlich gelegenen Königreich Makuria erobert oder gewaltlos einverleibt. Nobatia war bis zum 14. Jahrhundert eine  Provinz im Reich von Makuria. Die größten Städte waren Faras, das bereits in kuschitischer Zeit eine Verteidigungsmauer erhielt, und Qasr Ibrim. Der letztgenannte Ort sowie die kleineren Siedlungen Kalabscha, Sabagura, Ikhmindi und Sheik Daud wurden im 6. Jahrhundert befestigt und zu Kleinstädten ausgebaut. Ein Eparch verwaltete die Provinz.